# Norops petersii
Norops petersii este o specie de șopârle din genul Norops, familia Polychrotidae, descrisă de Bocourt 1873. Conform Catalogue of Life specia Norops petersii nu are subspecii cunoscute.